# Nižná (Trnava)
|  | No s'ha de confondre amb Nižná (Žilina). |

Nižná és un poble i municipi d'Eslovàquia que es troba a la regió de Trnava, a l'oest del país. La primera menció escrita de la vila es remunta al 1532.

## Demografia
| Godina             | 1994 | 2004   | 2014   | 2024   |
| ------------------ | ---- | ------ | ------ | ------ |
| Nombre de persones | 507  | 517    | 550    | 552    |
| Diferència         |      | +1,97% | +6,38% | +0,36% |

| Godina             | 2023 | 2024   |
| ------------------ | ---- | ------ |
| Nombre de persones | 546  | 552    |
| Diferència         |      | +1,09% |